# جک هورسلی
جک هورسلی (به انگلیسی: Jack Horsley) (زادهٔ ۲۵ سپتامبر ۱۹۵۱) شناگر اهل ایالات متحده آمریکا است.